# Белорусско-кубинские отношения

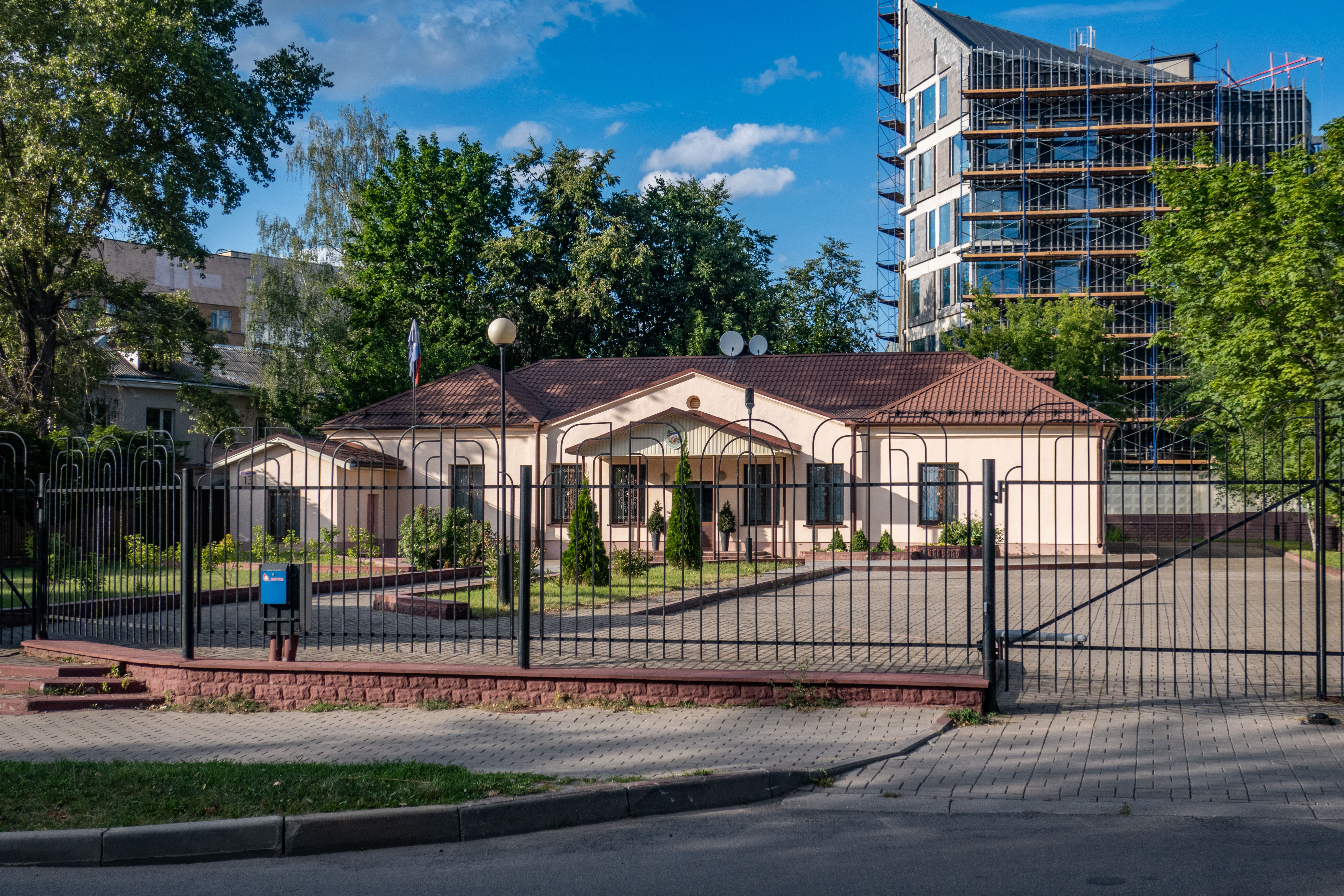
Кубинское посольство в Минске

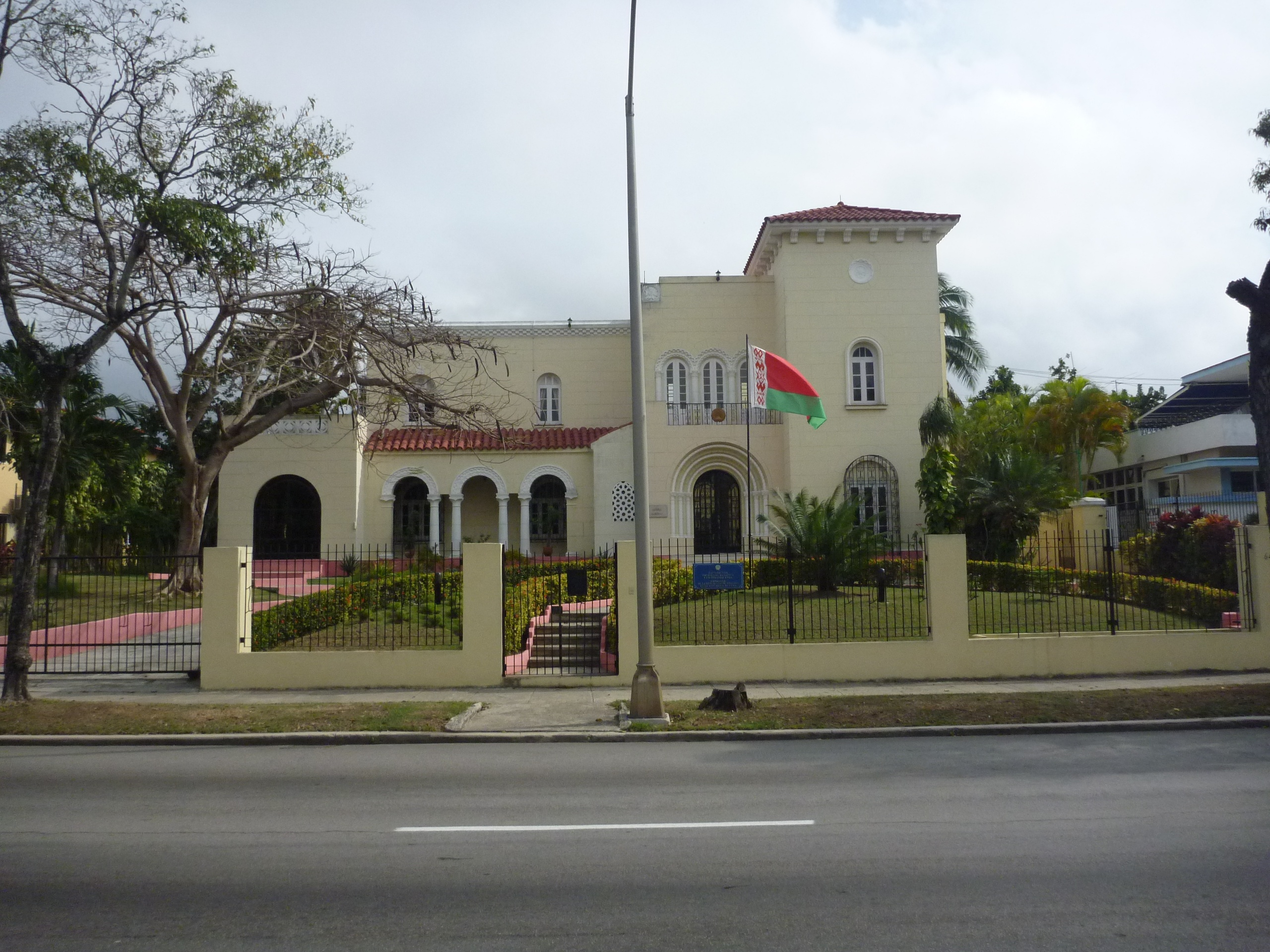
Белорусское посольство в Гаване

Белорусско-кубинские отношения — контакты между Беларусью и Кубой. Двусторонний товарооборот очень мал (49,7 млн долларов в 2008 году). 

## Двусторонняя торговля

### История
В советский период Беларусь считалась «сборочным цехом» СССР. В 1960-е — 1980-е годы поставки на Кубу осуществлялись большие поставки продукции белорусских предприятий (прежде всего техники и удобрений). За эти десятилетия Куба получила из Белорусской ССР более 30 тыс. тракторов «Беларусь», более 700 тыс. холодильников, велосипеды и мотоциклы, часы марки «Луч», радиоприёмники, калийные и азотные удобрения, а также продовольствие. В обмен в СССР осуществлялись поставки кубинских товаров, прежде всего сахара-сырца (около 200 тыс. тонн ежегодно на белорусские сахароперерабатывающие предприятия). После распада СССР двусторонняя торговля в 1992—1993 годах поддерживалась по инерции. Например, в 1992 году товарооборот двух стран составил 22,3 млн долларов, в том числе белорусские поставки на Кубу 18,2 млн долларов (1,4 % всего белорусского экспорта). В 1993 году двусторонний товарооборот снизился более чем в 2 раза — до 12,8 млн долларов, а в 1994 году стал почти нулевым (1,4 млн долларов). В дальнейшем произошло увеличение взаимной торговли: в 1997 году двусторонний товарооборот достиг 89,8 млн долларов (правда, большая часть его — 84,3 млн долларов — пришлась на кубинские поставки). Но затем, после кризиса 1998 года, товарооборот опять стал падать — до 18,9 млн долларов в 2005 году. При этом сальдо в 1993—2006 годах было в пользу Кубы и только с 2007 года стало в пользу Беларуси.
В 2000 году было заключено соглашение о торгово-экономическом сотрудничестве двух стран. В том же году Кубу посетил президент Беларуси А. Лукашенко.

### Современное состояние
В 2008 году двусторонний товарооборот составил 49,7 млн долларов.

Экспорт из Беларуси на Кубу (35,1 млн долларов в 2008 году, 0,11 % белорусского экспорта): в основном автобусы (на 15,8 млн долларов в 2008 году), трактора, грузовые автомобили, двигатели внутреннего сгорания.

Импорт в Беларусь из Кубы (14,6 млн долларов в 2008 году, 0,04 % белорусского импорта): в основном сахар (на 13,2 млн долларов в 2008 году).
На данный момент планируется сотрудничество в технической и информационной сфере.
Динамика внешней торговли в 2011—2019 годах (млн долларов):